# Championnat du Laos de football 2018
Navigation
Saison précédente Saison suivante
La saison 2018 du Championnat du Laos de football est la vingt-huitième édition du championnat de première division au Laos. Cette édition regroupe huit clubs au sein d'une poule unique, où ils s'affrontent à deux reprises. Le système de promotion-relégation n'est pas connu.
C'est le Lao Toyota FC qui remporte la compétition cette saison après avoir terminé en tête du classement final. C'est le troisième titre de champion du Laos de l'histoire du club. Le club se qualifie à la fois pour le Championnat du Mékong des clubs 2018 et la Coupe de l'AFC 2019. 

## Les clubs participants
- Lao Toyota FC
- Lao Police Football Club
- Luang Prabang United  - Promu de First Division
- DK FC
- Young Elephant - Promu de First Division
- Master 7 - Promu de First Division
- Lao Army - Promu de First Division
- Savan United FC

## Compétition

### Classement
Le classement est établi sur le barème de points classique (victoire à 3 points, match nul à 1, défaite à 0). Pour départager les égalités, on tient d'abord compte des confrontations directes, de la différence de buts générale, puis du nombre de buts marqués.
| Rang | Équipe                   | Pts | J  | G  | N | P | Bp | Bc | Diff |
| ---- | ------------------------ | --- | -- | -- | - | - | -- | -- | ---- |
| 1    | Lao Toyota FC            | 34  | 14 | 11 | 1 | 2 | 47 | 11 | +36  |
| 2    | Lao Police Football Club | 25  | 14 | 8  | 1 | 5 | 24 | 16 | +8   |
| 3    | Luang Prabang UnitedP    | 22  | 14 | 6  | 4 | 4 | 18 | 18 | 0    |
| 4    | Master 7 P               | 21  | 14 | 6  | 3 | 5 | 28 | 24 | +4   |
| 5    | Savan United FC          | 18  | 14 | 5  | 3 | 6 | 14 | 23 | -9   |
| 6    | Young Elephant P         | 15  | 14 | 4  | 3 | 7 | 14 | 17 | -3   |
| 7    | Lao ArmyP                | 11  | 14 | 2  | 5 | 7 | 12 | 38 | -26  |
| 8    | DK FC                    | 10  | 14 | 2  | 4 | 8 | 12 | 30 | -18  |

|  | Qualification pour le Championnat du Mékong des clubs 2018 et la Coupe de l'AFC 2019 |
|  | C : Vainqueur de la Coupe du Laos P : Club promu de First Division                   |

## Bilan de la saison
| Championnat du Laos de football 2018 |                          |
| Champion                             | Lao Toyota FC (3e titre) |
| Qualifications continentales         |                          |
| Championnat du Mékong des clubs 2018 | Lao Toyota FC            |
| Coupe de l'AFC 2019                  | Lao Toyota FC            |
| Promotions et relégations            |                          |
| Promus en Premier League             | Aucun                    |
| Relégués en First Division           | Aucun                    |